# All-American Girl
Singles de Carrie Underwood
So Small
(2007) Last Name
(2008)
Pistes de Carnival Ride
Flat on the Floor
(1) So Small
(3)
All-American girl est le second single extrait du second album studio Carnival Ride de la chanteuse de musique country américaine Carrie Underwood.